# Opération Ganga
L'opération Ganga (hindi : ऑपरेशन गंगा) est une opération en cours du gouvernement indien visant à fournir une aide humanitaire et à évacuer les citoyens indiens d'Ukraine au milieu de l'invasion russe de l'Ukraine en 2022. 
Il s'agit d'une assistance à ceux qui ont rejoint les pays voisins de la Roumanie, la Hongrie, la Pologne, la Moldavie, la Slovaquie,.